# Brottsprevention som begrepp och samhällsfenomen
Brottsprevention som begrepp och samhällsfenomen är en bok författad av Ingrid Sahlin, professor i socialt arbete och docent i sociologi vid Göteborgs universitet. I boken gör hon en genomgång av vetenskaplig forskning kring brottsprevention och hur det engelskspråkiga begreppet prevent förändrat det förebyggande arbetets innebörd, och hur begreppet används i politiska syften.

## Bokens innehåll
I boken Brottsprevention som begrepp och samhällsfenomen gör Sahlin en genomgång av hur det brottsförebyggande arbetet ofta framhålls som något positivt, rationellt och nytt, som rättfärdigar åtgärder som i andra fall skulle ifrågasättas. Hon beskriver olika former av prevention, såsom situationell och social brottsprevention, och pekar på paradoxen att samtidigt som preventionsarbetet framhålls i gott ljus av samhällets makthavare har vissa typer av brottsförebyggande verksamheter skurits ned och förhållanden försämrats. Sahlin kallar denna samhälleliga process för inverterad prevention, där fritidsgårdar och sporthallar läggs ner för att senare ersätts med övervakningskameror och fler poliser (kontrollmodellen).
I boken presenterar författaren ett resonemang om hur begreppet prevention fått en förändrad innebörd. Hon redogör för brottspreventionens historik och uttryck, och hur ett samhälles människosyn och vision och mål för samhället ger preventionen sitt innehåll och sina uttryck. Hennes slutsats är att fenomenet brottsprevention måste ses ur sitt samtida och historiska perspektiv, som en del av samhällets ideologiproduktion, snarare än som rationella åtgärder för att motverka brottsligheten i ett samhälle. Vad som ses som brott är socialt, kulturellt och historiskt definierat.

## Boken
- Sahlin, Ingrid (2000). Brottsprevention som begrepp och samhällsfenomen. Lund: Arkiv. sid. 178. Libris 7674931. ISBN 91-7924-132-8